# تپه شورسو
تپه شورسو مربوط به دوره اشکانیان است و در شهرستان مشگین‌شهر، بخش ارشق، دهستان ارشق شمالی، روستای دوچی علیا واقع شده و این اثر در تاریخ ۱۲ دی ۱۳۸۶ با شمارهٔ ثبت ۲۰۳۱۶ به‌عنوان یکی از آثار ملی ایران به ثبت رسیده است.